# Лемешкинское сельское поселение
Леме́шкинское се́льское посе́ление — муниципальное образование в составе Руднянского района Волгоградской области.
Административный центр — село Лемешкино.

## История
Лемешкинское сельское поселение образовано 21 декабря 2004 года в соответствии с Законом Волгоградской области № 969-ОД.

## Население
| 2010  | 2012  | 2013  | 2014  | 2015  | 2016  | 2017  |
| ----- | ----- | ----- | ----- | ----- | ----- | ----- |
| 1442  | ↘1439 | ↗1442 | ↘1414 | ↘1372 | ↘1343 | ↘1328 |
| 2018  | 2019  | 2020  | 2021  |       |       |       |
| ↘1286 | ↘1284 | ↗1287 | ↘1252 |       |       |       |

## Состав сельского поселения
| № | Населённый пункт | Тип населённого пункта       | Население |
| - | ---------------- | ---------------------------- | --------- |
| 1 | Бородаевка       | село                         | 253       |
| 2 | Крутое           | село                         | 8         |
| 3 | Лемешкино        | село, административный центр | 1181      |